# Happy Birthday, Mr. President
Happy Birthday, Mr. President (en español, 'Feliz cumpleaños, sr. presidente') fue el famoso tema con que Marilyn Monroe felicitó al entonces presidente de Estados Unidos, John Fitzgerald Kennedy, durante la fiesta celebrada el sábado 19 de mayo de 1962 en el emblemático Madison Square Garden de Nueva York con ocasión de su 45.º cumpleaños (29 de mayo). Jacqueline Kennedy, que sabía que Monroe iba a acudir al acto, no acompañó a su marido; presumiblemente porque sabía que mantenía relaciones con la actriz. Asistieron al evento más de quince mil personas.

## «Piel y pedrería»

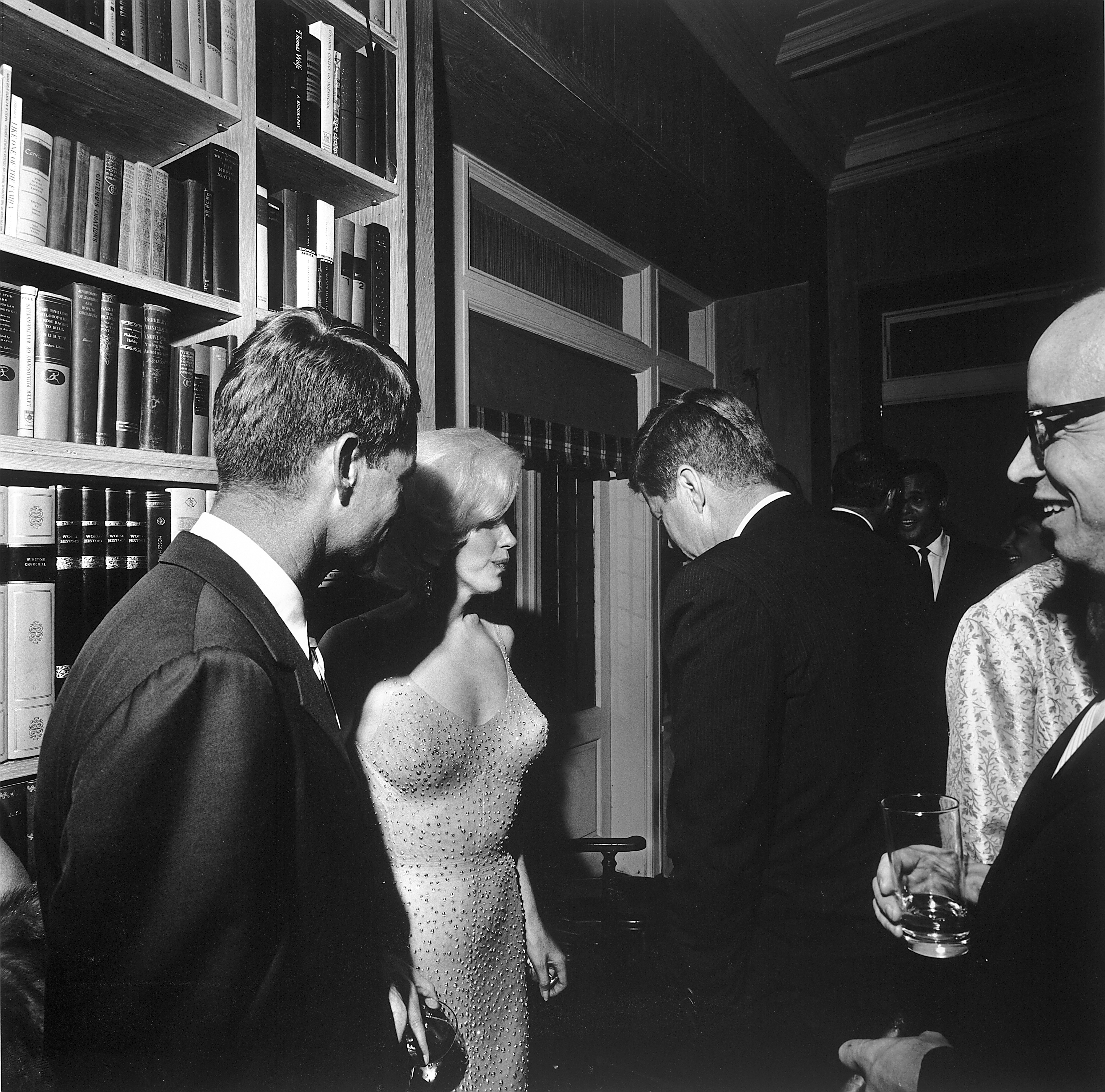
Marilyn Monroe entre Robert y John Fitzgerald Kennedy tras cantarle a este último el famoso Happy Birthday, Mr. President! A la derecha, Arthur Meier Schlesinger; detrás, Harry Belafonte.

Al parecer, Marilyn mantenía una relación extramatrimonial con el presidente Kennedy desde hacía tres meses; se habían conocido en una cena privada, organizada por su hermana, Patricia Kennedy, y su esposo, el actor británico Peter Lawford. Al día siguiente, el presidente llamó a Marilyn y la invitó a un viaje al que iba a ir sin su esposa. {{cita requerida}}
Esa noche, la actriz lució un icónico modelo confeccionado en gasa de seda color beis y adornado con dos mil quinientas incrustaciones de cristal cosidas a mano, lo que hacía parecer que iba prácticamente desnuda; la artista lo describió en algún momento como «piel y pedrería». {{cita requerida}}
El vestido era tan sumamente ceñido que para cerrarlo por detrás se lo tuvieron que coser una vez enfundado, por lo cual empezó a desgarrarse durante la velada. Cabe destacar además que Marilyn prefirió ponérselo sin ropa interior, lo que, a la vista del público, aumentaba la impresión de que no llevaba nada encima.
Había sido diseñado por el modisto francés Jean-Louis Berthault, más conocido como Jean-Louis (1907-1997), a quien se lo encargó tras ver sus fabulosos modelos para Marlene Dietrich, quien –aun cumplidos los 60 años– seguía luciendo una espléndida figura en sus shows de cabaré.
En 1999, fue vendido en la sala Christie's de Nueva York por un importe de 1,26 millones de dólares (1,12 millones de euros) al conocido analista financiero Martin Zweig, quien lo conservó en una vitrina isotérmica del hotel The Pierre de Nueva York hasta su fallecimiento en febrero de 2013. {{cita requerida}}

### Nueva subasta
En septiembre de 2016, la casa Julien's Auctions de Beverly Hills anuncia que –el 17 de noviembre– será subastado por los herederos de Zweig, esperando que se paguen por él hasta tres millones de dólares (unos dos millones y medio de euros). Finalmente, es adjudicado a la empresa Ripley's Believe It or Not!, dedicada a la exposición de todo tipo de objetos curiosos y singulares, por 4 500 000 euros.

## Película
President Kennedy’s Birthday Salute (conocida en español como Feliz cumpleaños, Presidente Kennedy) es una película del género historia de 1962, sobre el festejo del cumpleaños del presidente John F. Kennedy que se realizó en el Madison Square Garden III, el 19 de mayo de 1962 y al que asistieron más de 15 000 personas, entre ellas, varios famosos. Se puede ver como Marilyn Monroe le canta a JFK. En ese acontecimiento se recaudaron fondos para el Partido Demócrata. a cargo de la producción estuvo Richard Adler, el elenco está compuesto por John F. Kennedy, Marilyn Monroe, Peter Lawford, Harry Belafonte y Diahann Carroll, entre otros. El filme se estrenó el 19 de mayo de 1962.